# Buguda
Buguda là một thị xã và là nơi đặt ủy ban khu vực quy hoạch (notified area committee) của quận Ganjam thuộc bang Orissa, Ấn Độ.

## Địa lý
Buguda có vị trí 19°49′B 84°48′Đ / 19,82°B 84,8°Đ Nó có độ cao trung bình là 84 mét (275 foot).

## Nhân khẩu
Theo điều tra dân số năm 2001 của Ấn Độ, Buguda có dân số 13.253 người. Phái nam chiếm 51% tổng số dân và phái nữ chiếm 49%. Buguda có tỷ lệ 67% biết đọc biết viết, cao hơn tỷ lệ trung bình toàn quốc là 59,5%: tỷ lệ cho phái nam là 76%, và tỷ lệ cho phái nữ là 58%. Tại Buguda, 14% dân số nhỏ hơn 6 tuổi.